# Leonardo Vinci

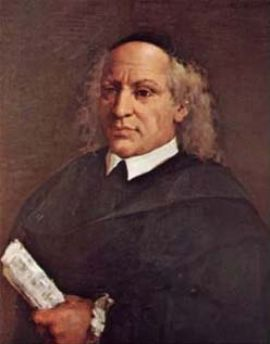
Leonardo Vinci

Leonardo Vinci (Strongoli/Napels, 1690 - 27 mei 1730) was een Italiaanse castraatzanger en componist, vooral bekend om zijn opera's.
Vinci werd geboren in Strongoli (of Napels) en kreeg zijn opleiding in Napels onder Gaetano Greco in het Conservatorio dei Poveri di Gesù Cristo. Hij werd bekend met zijn opera buffa in het Napolitaans dialect in 1719. Verder componeerde hij meerdere opera seria. Hij stierf door vergiftiging in 1730 - niet in 1732, zoals sommige bronnen vermelden.
Li zite 'ngalera (1722) wordt beschouwd als Vinci's beste opera buffa. Zijn bekendste opera seria zijn Didone Abbandonata (Rome, 1728) en Artaserse (Rome, 1730).
- Bibsys: 2005416
- Biblioteca Nacional de España: XX1763648
- Bibliothèque nationale de France: cb139008726 (data)
- CiNii: DA10676196
- Gemeinsame Normdatei: 119448009
- International Standard Name Identifier: 0000 0001 0863 4495
- Library of Congress Control Number: n80023095
- Nationale Bibliotheek van Letland: 000043466
- MusicBrainz: a411f11c-9499-4a46-b2eb-a9a58d1fcb81
- Nationale Bibliotheek van Tsjechië: xx0025198
- Nationale bibliotheek van Australië: 65960397
- Nationale Bibliotheek van Israël: 987007282701405171
- Nationale Bibliotheek van Polen: a0000002035000
- Nationale en Universitaire bibliotheek Zagreb: 000600306
- Nederlandse Thesaurus van Auteursnamen: 108061523
- Réseau des bibliothèques de Suisse occidentale: 02-A005267939
- Istituto Centrale per il Catalogo Unico: LO1V133114
- LIBRIS: 211810
- SNAC: w6ff4brv
- Système universitaire de documentation: 158362438
- Trove: 1050110
- Virtual International Authority File: 305416804